# Joyce-Gletscher
Der Joyce-Gletscher ist ein Gletscher in den Denton Hills des ostantarktischen Viktorialands. Er fließt nördlich des Péwé Peak aus einem Firnfeld nordöstlich des Catacomb Hill ab. Der vom Ende des Gletschers etwa 3 km talaufwärts gelegene Garwood-Gletscher war in Zeiten stärkerer glazialer Aktivität ein Nebengletscher des Joyce-Gletschers.
Die neuseeländische Mannschaft, die bei der Commonwealth Trans-Antarctic Expedition (1955–1958) den Blue Glacier erkundete, benannte ihn nach dem britischen Polarforscher Ernest Joyce (1875–1940), Teilnehmer der Discovery-Expedition (1901–1904), der Nimrod-Expedition (1907–1909) und der Ross Sea Party bei der Endurance-Expedition (1914–1917).